# Пеньковка (Томашпольский район)
Пенько́вка (укр. Пеньківка) — село на Украине, находится в Томашпольском районе Винницкой области.
Код КОАТУУ — 0523984301. Население по переписи 2001 года составляет 544 человека. Почтовый индекс — 24211. Телефонный код — 4348.
Занимает площадь 3,12 км².

## Религия
В селе действуют Свято- и Чудо-Михайловский храмы Томашпольского благочиния Могилёв-Подольской епархии Украинской православной церкви.

## Адрес местного совета
24211, Винницкая область, Томашпольский р-н, с. Пеньковка, ул. Комсомольская, 35